# Točkasto telo
Tóčkasto teló (ali másna tóčka, točkóvna mása:3, oziroma másni délec) je v fiziki idealizacija telesa, pri kateri se lahko njegove razsežnosti zanemari glede na njegove premike pri gibanju. Zaradi tega ima točkasto telo tri translacijske prostostne stopnje. Masa točkastega telesa {\displaystyle m\!\,} je pri tem neskončno majhna:
{\displaystyle m\rightarrow 0\!\,.}
Točkasto telo se razlikuje od končnorazsežnega togega telesa, ki ima šest prostostnih stopenj. Ima lahko na primer maso, hitrost, gibalno količino, električni naboj, energijo.
Vztrajnostni moment točkastega telesa okrog lastne (ne pa poljubne) osi je enak nič:
{\displaystyle {\vec {\mathbf {J} }}=\int {\vec {\mathbf {r} }}^{2}\mathrm {d} m=0\!\,.}
Splošna uporaba pojma točkastega telesa se kaže v premisleku gravitacijskega polja sil. Pri proučevanju gravitacijskih sil v sistemu je nemogoče upoštevati vse mase posamezno. Kadar se lege masnih središč teles ne prekrivajo, se lahko misli, da je v njih zbrana vsa njihova masa.
Če se na primer pri gibanju planetov okrog Sonca preučujejo samo tiri središč planetov, se lahko ima tudi tako velika telesa za točkasta. Če se preučuje samo krožni del nekega gibanja, pri tem razsežnosti telesa niso pomembne. Lep zgled tako 'velikega' točkastega telesa je tudi črna luknja.